# Шапошниково (Шахтёрский район)
Шапошниково (укр. Шапошникове) — село на Украине, находится в Шахтёрском районе Донецкой области. Под контролем самопровозглашённой Донецкой Народной Республики.

## География
В Донецкой области имеется одноимённый населённый пункт — село Шапошниково в составе города Енакиева.

#### Соседние населённые пункты по странам света
С: Зарощенское
СЗ: Дубовое, Садовое
СВ: Терновое, Горное
З: Захарченко
В:  Большая Шишовка
ЮЗ: Русско-Орловка
ЮВ: Малая Шишовка
Ю: —

## Население
Население по переписи 2001 года составляло 15 человек.

## Общие сведения
Код КОАТУУ — 1425280503. Почтовый индекс — 86253. Телефонный код — 6255.

## Адрес местного совета
86253, Донецкая область, Шахтёрский р-н, с.Великая Шишовка, ул.Дениченко, 48